# Fuerte Santa Lucía de Yumbel
El Fuerte Santa Lucía de Yumbel fue construido en 1603 por el Gobernador de Chile Alonso de Ribera en el mismo lugar donde se ubicaba el fuerte San Felipe de Austria que los mapuches habían destruido. Yumbel se ubicaba entre dos cursos de agua, hoy conocidos como Estero Yumbel, por el oriente; Estero Bermejo, por el norte; y por el sur, cerro Centinela, que constituía el Mirador, que permitía observar a distancia cualquier desplazamiento de gente. En sus cercanías se libró la Batalla de Las Cangrejeras.

## Historia
El fuerte de San Felipe de Austria construido en 1585 por el gobernador Alonso de Sotomayor fue destruido por los mapuches y levantado por segunda vez en 1603, en esta fecha el gobernador Alonso de Ribera le dio el nombre de Fuerte de Santa Lucía de Yumbel. Nuevamente fue destruido en 1648 y levantado en 1663 con el nombre de Nuestra Señora de Almudena, y repoblado 3 años después con el nombre de San Carlos de Austria de Yumbel. En 1766 bajo el gobierno de Antonio de Guill y Gonzaga se erigió en villa.
En su lado sureste fueron en la confluencia del Estero Tapihue con el Río Claro fueron llevados a cabo muchos Parlamentos, para tratar de llevar la paz, el último de ellos, el Parlamento de 1825.